# Västergatan
Västergatan ligger i stadsdelen Annedal i Göteborg. Den fick sitt namn 1872, kanske efter sitt läge väster om den så kallade Hasselbladska ängen, uppkallad efter Carl Henrik Hasselblad (1805–1856) som arrenderade ängen. Gatan sträcker sig från korsningen Haga Kyrkogata/Lilla Bergsgatan i norr till Seminariegatan i söder. Den är cirka 700 meter lång, och är numrerad 1 till 31. Första gången som Västergatan förekommer i Göteborgs Adress- och Industrikalender är 1878; Vestergatan, från Haga kyrkogata genom Annedal. Först 1885 anges sträckningen fram till Seminariegatan, som tillkommit två år tidigare. Västergatans norra del ligger på det område som under 1800-talet kallades Hagaheden, och ungefär vid nuvarande Västergatan 2 låg landeriet Anneberg fram till 1870-talet.
På sin väg möter Västergatan följande gator: Föreningsgatan, Nilssonsberg, Brunnsgatan, Albotorget, Rygången och Seminariegatan.
Längs hela gatan går spårvägsspår, och mellan korsningarna med Föreningsgatan och Seminariegatan är Västergatan avstängd för biltrafik, en sträcka på 450 meter. Denna sträcka längs Göteborgs spårväg byggdes 1902. Det är två spårvagnshållplatser längs Västergatan, Brunnsgatan och Seminariegatan. När Station Haga i Västlänken öppnas på 2020-talet kommer denna spårvägssträcka att bli förbindelsen mellan pendeltågen och Västra Frölunda.

## Fastighetsbeteckningar
- (1A) Annedal 23:31
- (1B) Annedal 23:32
- (2A) Annedal 2:1
- (2B) Annedal 2:1
- (2C) Annedal 2:1
- (2) Annedal 2:1
- (3A) Annedal 23:30
- (3B) Annedal 23:30
- (3C) Annedal 23:30
- (4A) Annedal 2:8
- (4B) Annedal 2:8
- (5) Annedal 23:19
- (6A) Annedal 2:9
- (6B) Annedal 2:5
- (7)) Annedal 23:20
- (8) Annedal 6:15
- (9) Annedal 23:20
- (10) Annedal 7:3
- (11) Annedal 19:16
- (12) Annedal 7:3
- (13) Annedal 19:16
- (14) Annedal 7:13
- (15) Annedal 19:16
- (16) Annedal 7:12
- (17) Annedal 19:17
- (18) Annedal 7:12
- (19) Annedal 19:17
- (20) Annedal 7:12
- (21) Annedal 19:17
- (22) Annedal 7:12
- (23) Annedal 19:17
- (24) Annedal 13:17
- (25) Annedal 19:17
- (27) Annedal 19:17
- (29) Annedal 19:17
- (31) Annedal 19:18